# 14. september
14. september je 257. dan leta (258. v prestopnih letih) v gregorijanskem koledarju. Ostaja še 108 dni.

## Dogodki
- 786 – Harun al-Rašid postane abasidski kalif po smrti svojega brata al-Hadija
- 1509 – močan potres v Konstantinoplu terja okoli 13.000 žrtev
- 1557 –  sklenjen  Pozvolski sporazum
- 1752 – Združeno kraljestvo uvede gregorijanski koledar
- 1812 – Napoleon vkoraka v Moskvo, ki jo meščani takoj zatem zažgejo
- 1914:
  - Francozi osvobodijo Amiens in Reims
  - začetek prve bitke na Aisni
- 1916 – začetek sedme soške bitke (konec 16. septembra)
- 1917 – Rusija postane republika
- 1930 – na nemških volitvah postanejo nacisti druga najmočnejša stranka
- 1940 – začetek letalskih napadov na srednjeangleška mesta
- 1943 – avstralsko-ameriška vojska osvobodi Salamauo na Novi Gvineji
- 1944 – domobranska policija med racijami v Ljubljani aretira še zadnje preostale ljubljanske Jude
- 1959 – sovjetsko vesoljsko plovilo Luna 2 kot prvi človeški izdelek trešči na Luno
- 1960 – ustanovljena Organizacija izvoznic nafte OPEC
- 1997:
  - požar v indijski rafineriji Višakapatam zahteva 56 žrtev
  - v iztirjenju vlaka v orednji Indiji umre 81 ljudi
- 2003 – Švedi se odločijo proti uvedbi evra

## Rojstva
- 786 – Al-Mamun, abasidski kalif in mecen († 833)
- 1032 – cesar Daozong, dinastija Liao († 1101)
- 1486 – Heinrich Cornelius Agrippa, poznan tudi kot Agrippa iz Nettesheima, nemški humanist, okultist, kabalist, teolog, astrolog in alkimist († 1535)
- 1543 – Claudio Aquaviva, italijanski vrhovni predstojnik jezuitov († 1615)
- 1547 – Johan van Oldenbarnevelt, nizozemski odvetnik in državnik († 1619)
- 1665 – Jean-Baptiste Colbert de Torcy, francoski diplomat († 1746)
- 1737 – Michael Haydn, avstrijski skladatelj († 1806)
- 1760 – Maria Luigi Carlo Zenobio Salvatore Cherubini, italijansko-francoski skladatelj († 1842)
- 1769 – Alexander von Humboldt, nemški naravoslovec, raziskovalec, geograf († 1859)
- 1791 – Franz Bopp, nemški jezikoslovec († 1867)
- 1847 – Pavel Nikolajevič Jabločkov, ruski elektrotehnik, izumitelj, konstrukter († 1894)
- 1849 – Ivan Petrovič Pavlov, ruski fiziolog, nobelovec 1904 († 1936)
- 1852 – Simo Matavulj, srbski pisatelj († 1908)
- 1879 – Karl Becker, nemški general, akademik, inženir, pedagog († 1940)
- 1886 – Sigurður Jóhannesson Nordal, islandski jezikoslovec, kritik, pisatelj († 1974)
  - Jan Masaryk, češki politik († 1948)
- 1890 – Fran Ramovš, slovenski jezikoslovec († 1952)
- 1900 – Andrej Andrejevič Vlasov, ruski general († 1946)
- 1902 – Nikolaj Iljič Kamov, ruski letalski konstruktor († 1973)
- 1907 – Solomon Asch, ameriški psiholog († 1996)
- 1909 – sir Peter Markham Scott, angleški ornitolog, ekolog naravovarstvenik, slikar († 1989)
- 1910 – Rolf Liebermann, švicarski skladatelj († 1999)
- 1965 – Dimitrij Medvedjev, ruski politik, poslovnež
- 1974 – Hicham El Guerrouj, maroški atlet
- 1983 – Amy Winehouse, angleška pevka in tekstopiska († 2011)

## Smrti
- 1146 – Zengi, mosulski atabeg, začetnik dinastije Zengidov (* 1087)
- 1164 – Sutoku, 75. japonski cesar (* 1119)
- 1193 – Minamoto Norijori, japonski bojevnik (* 1156)
- 1214 – Albert Avogadro, latinski jeruzalemski patriarh (* 1149)
- 1253 – Ulrik Ortenburški, krški škof (* 1188)
- 1321 – Dante Alighieri, florentinski (italijanski) pesnik (* 1265)
- 1404 – Albreht IV. Habsburški, vojvoda Avstrije (* 1377)
- 1607 – Simion Movilă, vlaški in moldavski knez (* ni znano)
- 1638 – John Harvard, ameriški teolog (* 1607)
- 1712 – Giovanni Domenico Cassini, italijansko-francoski matematik, astronom, inženir (* 1625)
- 1759 – Louis-Joseph de Montcalm, francoski general (* 1712)
- 1836 – Aaron Burr mlajši, ameriški politik, častnik, odvetnik (* 1756)
- 1851 – James Fenimore Cooper, ameriški pisatelj (* 1789)
- 1852 – Arthur Wellesley, angleški vojskovodja, politik (* 1769)
- 1901 – William McKinley, ameriški politik (* 1843)
- 1916 – Pierre Maurice Marie Duhem, francoski fizik, filozof (* 1861)
  - Josiah Royce, ameriški filozof (* 1855)
- 1926 – John Dreyer, dansko-irski astronom (* 1852)
- 1927 – Isadora Duncan, ameriška plesalka (* 1877)
  - Hugo Ball, nemški pisatelj, dramatik, gledališki igralec (* 1886)
- 1937 – Tomáš Garrigue Masaryk, češki državnik (* 1850)
- 1970 – Rudolf Carnap, nemški filozof (* 1891)
- 1976 – Pavel Karađorđević, knez in regent Kraljevine Jugoslavije (* 1893)
- 1982 – Grace Kelly, ameriška filmska igralka, monaška princesa (* 1929)
- 2011 – Rudolf Ludwig Mössbauer, nemški fizik, nobelovec 1961 (* 1929)

## Prazniki in obredi
- Povišanje svetega Križa